# Índex metabòlic
L'Índex metabòlic s'utilitza en climatització per a aproximar-se a la sensació de comoditat tèrmica, avaluant la quantitat de calor que el cos humà necessita dissipar a l'ambient, segons l'activitat realitzada.
El cos humà consumeix energia per al seu manteniment, i l'obté en la digestió dels aliments. El residu energètic és calor, que el cos aprofita per a mantenir una temperatura adequada per als processos orgànics que en ell es produeixen (metabolisme basal).
L'òrgan encarregat de mantenir la temperatura interior del cos és la pell i ho fa dissipant més o menys calor, la qual cosa depèn de la producció de calor i de la temperatura de l'ambient. Es produeix més calor, com més gran sigui l'activitat física, però també varia depenent de l'edat (major com més jove), la grandària, el pes o el sexe del subjecte. Al relacionar la unitat de l'índex amb la unitat de superfície de pell, s'aproximen els valors per a una part d'aquestes diferències.
La unitat de mesura és el met (o equivalent metabòlic) quantitat de calor emesa per metre quadrat de pell.
Alguns exemples.
- Dormint, 0.8 met

- Una persona asseguda relaxada, 1 met

- Caminant, 3.4 met

- Corrent, 9.5 met